# Strigogyps
Strigogyps — викопний рід нелітаючих каріамоподібних птахів вимерлої родини Ameghinornithidae, що існував в Європі в еоцені та ранньому олігоцені (48 — 25 млн років тому).

## Скам'янілості
Викопні рештки птаха знайдені в Мессельському кар'єрі в  Німеччині та фосфоритах Керсі у Франції.

## Опис
Нелітаючий птах розміром з курку та вагою до 1 кг. Хижак. Ймовірно, полював на дрібних плазунів та ссавців.